# Civiel Erekruis
Op 20 oktober 1857 was door de chef van de jongere linie van het Huis Reuß, vorst Hendrik LXVII, een Civiel Erekruis (Duits: Zivil Ehrenkreuz of Goldenes Verdienskreuz) ingesteld dat enigszins op het Erekruis van 1869, het Vorstelijk Reussisch Ereteken lijkt.
Er was in het op Slot Osterstein getekende statuut geen sprake van een ridderorde, al waren de regerende vorsten van Reuß daartoe wel bevoegd. Men rekent het ereteken in de literatuur desondanks tot de ridder- of huisorden.
Het gaat om twee kleine kruisjes die aan een amarantenrood, dat is paarsrood, lint op de borst werden gedragen. Het lint werd, naar Oostenrijks voorbeeld, in een driehoeksvorm opgemaakt.
De onderscheiding kreeg op 1 januari 1858 statuten waarin werd vastgelegd dat de erekruisen voor trouw en verdienste aan mannen in dienst van hof, staat en gemeenten zou worden verleend. Zij moesten in de regel 25 jaar een functie hebben bekleed en het gouden erekruis was in de regel voor de hoogste hofdignitarissen en de "Vorstelijke Raden", een eretitel voor hoge ambtenaren, bestemd. Ook de dienaren van kerk en schoolwezen kwamen voor het kruis in aanmerking.
Het kleinood, het is zo groot als een munt van een euro, was van goud, verguld zilver of zilver. Er zijn tussen 1908 en 1918 ook kruisen met een kroon als verhoging verleend.
Het kruis heeft golvende armen van glanzend goud of zilver. In het door een eikenkrans omringde witte medaillon staat "Für Treue Dienst" en op de achterzijde een gekroond monogram "R", beiden in goud.
Met het aftreden van Hendrik XXVII van Reuss jongere linie, hij tekende ook de afstand van zijn neef in de oudere linie, en het uitroepen van de republiek en de Volksstaat Reuss verdween het erekruis. Het was geen werkelijke orde en er was geen grootmeesterschap dat de vorst na zijn aftreden kon continueren of neerleggen.
Het kleinood werd door Bury & Leonhard Hofjuweliers in Hanau geleverd.